# Diócesis de Menongue
La diócesis de Menongue (en latín: Dioecesis Menonguensis y en portugués: Diocese de Menongue) es una circunscripción eclesiástica de la Iglesia católica en Angola. Se trata de una diócesis latina, sufragánea de la arquidiócesis de Lubango. Desde el 19 de marzo de 2019 su obispo es Leopoldo Ndakalako.

## Territorio y organización
La diócesis tiene 199 049 km² y extiende su jurisdicción sobre los fieles católicos de rito latino residentes en la provincia de Cuando Cubango y en los municipios de Jamba y de Ganguela en la provincia de Huíla.
La sede de la diócesis se encuentra en la ciudad de Menongue (se llamó Serpa Pinto hasta 1975), en donde se halla la Catedral de Nuestra Señora de Fátima.
En 2021 en la diócesis existían 16 parroquias.

## Historia
La diócesis de Serpa Pinto fue erigida el 10 de agosto de 1975 con la bula Qui pro supremi del papa Pablo VI, obteniendo el territorio de las diócesis de Nova Lisboa (hoy arquidiócesis de Huambo) y de Sá da Bandeira (hoy arquidiócesis de Lubango).
Originalmente sufragánea de la arquidiócesis de Luanda, el 3 de febrero de 1977 pasó a formar parte de la provincia eclesiástica de Lubango.
El 16 de mayo de 1979 tomó su nombre actual en virtud del decreto Cum Excellentissimus de la Congregación para la Evangelización de los Pueblos.

## Estadísticas
Según el Anuario Pontificio 2022 la diócesis tenía a fines de 2021 un total de 372 908 fieles bautizados.
| Año                                                                             | Población            | Población | Población      | Sacerdotes | Sacerdotes    | Sacerdotes    | Bautizados por sacerdote | Diáconos permanentes | Religiosos | Religiosos | Parroquias |
| Año                                                                             | Bautizados católicos | Total     | % de católicos | Total      | Clero secular | Clero regular | Bautizados por sacerdote | Diáconos permanentes | Varones    | Mujeres    | Parroquias |
| ------------------------------------------------------------------------------- | -------------------- | --------- | -------------- | ---------- | ------------- | ------------- | ------------------------ | -------------------- | ---------- | ---------- | ---------- |
| 1980                                                                            | 87 387               | 180 787   | 48.3           | 6          | 4             | 2             | 14 564                   |                      | 2          | 9          | 9          |
| 1990                                                                            | 95 500               | 282 000   | 33.9           | 6          | 5             | 1             | 15 916                   |                      | 2          | 10         | 10         |
| 1999                                                                            | 165 000              | 345 000   | 47.8           | 11         | 8             | 3             | 15 000                   |                      | 4          | 17         | 11         |
| 2000                                                                            | 150 000              | 450 000   | 33.3           | 11         | 8             | 3             | 13 636                   |                      | 3          | 16         | 11         |
| 2001                                                                            | 150 000              | 450 000   | 33.3           | 8          | 5             | 3             | 18 750                   |                      | 3          | 20         | 21         |
| 2002                                                                            | 150 000              | 500 000   | 30.0           | 9          | 6             | 3             | 16 666                   |                      | 4          | 25         | 11         |
| 2003                                                                            | 200 000              | 500 000   | 40.0           | 12         | 9             | 3             | 16 666                   |                      | 4          | 29         | 11         |
| 2004                                                                            | 150 000              | 500 000   | 30.0           | 13         | 10            | 3             | 11 538                   |                      | 4          | 27         | 22         |
| 2011                                                                            | 480 000              | 899 000   | 53.4           | 14         | 11            | 3             | 34 285                   |                      | 15         | 28         | 13         |
| 2016                                                                            | 550 000              | 670 000   | 82.1           | 17         | 14            | 3             | 32 352                   |                      | 15         | 31         | 8          |
| 2019                                                                            | 694 300              | 1 035 780 | 67.0           | 16         | 13            | 3             | 43 393                   |                      | 11         | 27         | 7          |
| 2021                                                                            | 372 908              | 714 353   | 52.2           | 17         | 13            | 4             | 21 935                   |                      | 12         | 37         | 16         |
| Fuente: Catholic-Hierarchy, que a su vez toma los datos del Anuario Pontificio. |                      |           |                |            |               |               |                          |                      |            |            |            |

## Episcopologio
- Francisco Viti † (10 de agosto de 1975-12 de septiembre de 1986 nombrado arzobispo de Huambo)
- José de Queirós Alves, C.SS.R. (12 de septiembre de 1986-3 de mayo de 2004 nombrado arzobispo de Huambo)
- Mário Lucunde † (3 de agosto de 2005-12 de marzo de 2018 renunció)[nota 1]
- Leopoldo Ndakalako, desde el 19 de marzo de 2019